# Plemberk
Plemberk este o localitate din comuna Novo mesto, Slovenia, cu o populație de 66 de locuitori.